# Шаде
Хелен Фолашаде Аду (енгл. Helen Folasade Adu; Ибадан, 16. јануар 1959), познатија као Шаде, је композиторка, ауторка текстова, аранжерка, музичка продуценткиња и певачица изузетног контраалт гласа. Вођа је и главни вокал Гремијем награђиване групе, која је по њој названа Шаде.

## Биографија
Шаде је рођена у Ибадану у Нигерији. Њени родитељи Бизи Аду, нигеријски професор економије, и Ана Хејз, енглеска медицинска сестра су се упознали у Лондону, а касније се преселили у западну Африку.
Касније, када је брак њених родитеља запао у тешкоће, Ана се вратила у Енглеску, код својих родитеља, водећи са собом четворогодишњу Шаде и њеног старијег брата. Док је живела у Колчестеру Шаде је доста читала, развила интересовање за моду и плес и са задовољством слушала соул извођаче као што су Кертис Мејфилд (енгл. Curtis Mayfield), Дони Хатавеј (енгл. Donny Hathaway) и Марвин Геј (енгл. Marvin Gaye).
Шаде се 1977. године сели у Лондон на трогодишњи курс модног дизајна на колеџу Сент Мартин. По дипломирању, отворила је малу модну радњу у Лондону, са пријатељем Џоијем Мелором. Такође је радила и као фотомодел.

## Каријера
Први пут излази на музичку сцену као чланица латино соул групе Арива (енгл. Arriva), у којој је први пут отпевала песму „Smooth Operator“, која ће касније постати њен први хит на територији САД-а. Сама група Арива није дуго трајала.
Потом се придружује бенду Прајд, у коме су били Реј Сент Џон (енгл. Ray St. John), гитариста Стјуарт Метјуман (енгл. Stuart Matthewman), басиста Пол Денман и бубњар Пол Кук. Реј Сент Џон је ускоро напустио бенд, док су преостала четири члана формирала нову групу назвавши је Шаде. Бенд је настао под утицајем нео соула. Клавијатуриста Ендру Хале се придружио бенду 1983. 
Песма Your Love is King је изашла 1984. године и постала хит. У Ирској и Великој Британији је била у првих топ тен док је у Сједињеним Државама била у топ сто. 
Трећи сингл Smooth Operator је изашао 15. септембра 1984. и постао њен највећи хит у САД. Ову песму је написала заједно са гитаристом Рејом Сент Џоном. Године 1985. Шаде се појављује у филму „Апсолутни почетници“ у режији Џулијана Темпла, где игра певачицу Атену Данканон. Те исте године, избацују нови албум Promise из којег су произишли хитови Never as good as he first time и The sweetest taboo. 
Следеће године, 1986., је са бендом добила Греми награду за најбољег новог извођача. 
Трећи албум Stronger than pride је издат 1988. године и три пута доживео платинасти тираж. 
Love Deluxe је четврти албум бенда који је изашао 1992. године. У албуму је између осталог било и песама из ранијих албума. 
Пети албум по реду је Lovers Rock. Овај албум је Шаде обезбедио још једну Греми награду за најбољу изведбу женског поп вокала 2002. године. Током 2001. године и 2002. бенд је имао турнеју коју су снимили на шестом албуму. 
Са својих педесет година Шаде је жељна сцене више него икада, и на њу је опет поносно ступила са новим албумом „Soldier of Love“. Овај нови албум популарне британске певачице нигеријског порекла је на првом месту листе најпродаванијих албума у САД и продат је у више од 500.000 примерака

## Дискографија
Студијски албуми
- 1984: „Diamond Life“
- 1985: „“
- 1988: „“
- 1992: „“
- 2000: „“
- 2010: „“

Остали албуми
- 1992: „“
- 1994: „The Best of Sade“
- 2002: „Lovers Live“

## Приватни живот
Године 1986. сели се у Мадрид. 11. октобра 1989. у старом замку Винуелас у Мадриду, удала се за шпанског филмског режисера Карлоса Сколу. Међутим, брак је био кратког века, након чега се Шаде враћа у Лондон.
Средином 1990-их Шаде се сели у Очо Риос на Јамајци, где је живела са Бобом Морганом, јамајчанским продуцентом. 21. јула 1996. родила је ћерку по имену Микаила. Године 2005. снимила је нову нумеру „Mum“, коју је претходно извела у на добротворном концерту „Гласови за Дарфур“. Данас живи у Глосестершајру, Котсволдс у Британији.